# Bulbophyllum atratum
Bulbophyllum atratum là một loài phong lan thuộc chi Bulbophyllum.